# شارمین هاوسل
شارمین هاوسل (انگلیسی: Charmaine Häusl؛ زادهٔ ۲۷ ژانویهٔ ۱۹۹۶) بازیکن فوتبال اهل سیشل است.
از باشگاه‌هایی که در آن بازی کرده‌است می‌توان به باشگاه فوتبال ماینتس ۰۵ اشاره کرد.
وی همچنین در تیم‌های ملی فوتبال جوانان آلمان و سیشل بازی کرده‌است.